# Домб'є (Янівський повіт)
Домб'є (пол. Dąbie) — село в Польщі, у гміні Модлібожиці Янівського повіту Люблінського воєводства.
Населення — 280 осіб (2011).
У 1975-1998 роках село належало до Тарнобжезького воєводства.

## Демографія
Демографічна структура станом на 31 березня 2011 року:
|          | Загалом | Допрацездатний вік | Працездатний вік | Постпрацездатний вік |
| -------- | ------- | ------------------ | ---------------- | -------------------- |
| Чоловіки | 143     | 27                 | 98               | 18                   |
| Жінки    | 137     | 21                 | 76               | 40                   |
| Разом    | 280     | 48                 | 174              | 58                   |